# Pseudochilus glabripalpis
Pseudochilus glabripalpis är en stekelart som först beskrevs av Henri Saussure 1853.  Pseudochilus glabripalpis ingår i släktet Pseudochilus och familjen Eumenidae. Utöver nominatformen finns också underarten P. g. nigeriensis.